# Angelo Poffo
Angelo John Poffo (Downers Grove, 10 de abril de 1925 – 4 de março de 2010) foi um lutador e promotor de luta profissional estadunidense. Ele liderou a International Championship Wrestling por vários anos, promovendo eventos no Tennessee, Kentucky e Arkansas. Ele é o pai de "Leaping" Lanny Poffo e "Macho Man" Randy Savage.

## Carreira na luta profissional
Poffo começou a lutar em 1948 na academia de Karl Pojello em Illinois. Sua primeira luta aconteceu em 1949 contra Ruffy Silverstein. Ele lutava também como Masked Miser, também atuando como manager como Miser. Ele se tornou um vilão pela primeira vez em 1950. Na metade da década de 1950, Bronco Lubich se tornou seu manager. Ele ganhou o NWA United States Heavyweight Championship (versão de Chicago) em 1958.
Ele formou uma dupla vilanesca com Chris Markoff chamada "The Devil's Duo" em 1966, com Bobby Heenan como manager. Em 1973, ele formou a dupla "The Graduates" com Ken Dillinger.
Poffo lutou durante as décadas de 1970 e 1980 com uma máscara, conhecido como "The Carpet Bagger" na Atlantic Grand Prix Wrestling de Emile Dupre no Canadá. Poffo dirigiu a International Championship Wrestling de 1979 até 1983 em Kentucky.
Sua última luta aconteceu em 1991, contra Luis Martinez.
Ele fez algumas aparições na World Championship Wrestling (WCW) em 1995 como manager de Randy Savage. Uma vez, foi atacado por "The Nature Boy" Ric Flair. Em 1995, ele foi introduzido ao Hall da Fama da WCW.

## Vida pessoal
Os pais de Poffo eram imigrantes italianos. Poffo jogou beisebol como receptor na Universidade DePaul. Ele estudou educação física e participava de campeonatos de xadrez. Enquanto servia na Marinha dos Estados Unidos em 1945, ele quebrou o recorde mundial de abdominais. Ele realizou 6,033 abdominais em quatro horas e 10 minutos.
Na faculdade, ele conheceu sua futura esposa Judy, com quem se casou em 6 de junho de 1949. Eles foram casados por mais de sessenta anos, tendo dois filhos, Randy e Lanny.
Após se aposentar da luta profissional, Poffo lecionou educação física em Illinois.

## No wrestling
- Movimentos de finalização
  - Italian Neckbreaker[2] (Neckbreaker)
  - Front facelock[1]

- Managers
  - Bronco Lubich[1]
  - Bobby Heenan[1]
  - Solomon Weingeroff[1]

## Títulos e prêmios
- Cauliflower Alley Club
  - Outra honraria (1996)

- International Championship Wrestling
  - ICW Television Championship (1 vez)

- NWA Chicago
  - NWA United States Heavyweight Championship (versão de Chicago) (1 vez)[1]

- NWA Detroit
  - NWA World Tag Team Championship (versão de Detroit) (1 vez) – com Lanny Poffo

- Southwest Sports, Inc.
  - NWA Texas Tag Team Championship (1 vez) – com Bronco Lubich

- World Championship Wrestling
  - WCW Hall of Fame (Classe de 1995)[1]

- World Wrestling Association
  - WWA World Tag Team Championship (3 vezes) – com Chris Markoff (2), Nikolai Volkoff (1) [6]